# Prononciation de l'italien
Cet article indique de quelle façon la langue italienne est transcrite avec l'Alphabet phonétique international.

## Tables de sons
| Consonnes  | Consonnes                    |
| API        | Exemple                      |
| ---------- | ---------------------------- |
| p          | piano, ampio, proprio        |
| pp ou pː   | pappa, appena, zuppa         |
| b          | banca, cibo, alba            |
| bb ou bː   | babbo, fabbro                |
| t          | mito, tranne, alto           |
| tt ou tː   | fatto, attraverso            |
| d          | dunque, idra, caldo          |
| dd ou dː   | cadde, addirittura           |
| t͡ʃ         | cinque, ciao, facevo         |
| tt͡ʃ ou t͡ʃː | cacciare, acceso, acciaio    |
| t͡s         | zoccolo, canzone, marzo      |
| tt͡s        | grazie, pizza, mazzo, pazza  |
| d͡ʒ         | giungla, fingere, pagina     |
| dd͡ʒ        | maggio, oggi, peggio         |
| d͡z         | zulù, zelare, Marzabotto     |
| dd͡z        | azalea, mezzo, rozzo         |
| k          | cavolo, acuto                |
| kk ou kː   | peccato, piccolo             |
| c          | chiesa, anche                |
| ɡ          | gatto, agro                  |
| ɡɡ         | aggredire                    |
| ɟ          | ghianda, ghetto              |
| f          | fatto, Africa, fosforo       |
| ff ou fː   | effetto, effluire, baffo     |
| v          | vado, volto, povero          |
| vv ou vː   | avvocato, sovvenire, evviva  |
| s          | sano, pasto, censimento      |
| ss ou sː   | posso, assassino, pessimo    |
| z          | rosa, asma, sbavare          |
| ʃ          | scena, scimmia, sciame       |
| ʃʃ ou ʃː   | cascina, ascia, guscio       |
| m          | mano, amare, campo           |
| mm ou mː   | mamma, ammogliare, Emma      |
| ɱ          | invece, anfibio, canfora     |
| n          | nano, punto, pensare         |
| nn ou nː   | nonna, anno, canna           |
| ŋ          | fango, unghia, piango        |
| ɲ          | gnomo, gnocco                |
| ɲɲ ou ɲː   | bagno, cegno, cagnolino      |
| l          | pala, lato, vola             |
| ll ou lː   | palla, molle, mille          |
| ʎ          | gli, glielo                  |
| ʎʎ ou ʎː   | paglia, luglio, famiglia     |
| r          | Roma, quattro, morto         |
| rr ou rː   | burro, carro, terra          |
| j          | scoiattolo, proprio, insieme |
| w          | uomo, ruota, guerra          |

| Voyelles | Voyelles                |
| API      | Exemple                 |
| -------- | ----------------------- |
| a        | alto, padre, sarà       |
| e        | edicola, pera, perché   |
| ɛ        | elica, membro, c'è      |
| i        | imposta, prima, colibrì |
| o        | ombra, come, posso      |
| ɔ        | otto, posso, comò       |
| u        | ultimo, pure, caucciù   |

| Diphtongues | Diphtongues             |
| API         | Exemple                 |
| ----------- | ----------------------- |
| ai          | avrai, Giamaica         |
| ei          | dei (préposition), quei |
| ɛi          | andrei, sei             |
| oi          | noi, voivoda            |
| ɔi          | suoi, poi               |
| au          | pausa, rauco            |
| eu          | Europa, feudale         |
| ɛu          | ermeneutico, reuma      |
| ja          | piano, chiarore         |
| je          | schietto, pensieroso    |
| jɛ          | ieri, siepe             |
| jo          | fiore, secchio          |
| jɔ          | pioggia, ionico         |
| ju          | più, iucca              |
| wa          | guado, quando           |
| we          | quello, duecento        |
| wɛ          | guerra, gueffa          |
| wi          | qui, taccuino           |
| wo          | vuotare, quotidiano     |
| wɔ          | vuoto, suocero          |
| wja         | continuiamo, ossequiate |
| wjε         | quiete, requie          |

| Autre symboles | Autre symboles                                                   | Autre symboles                |
| API            | Description                                                      | Exemple                       |
| -------------- | ---------------------------------------------------------------- | ----------------------------- |
| ˈ              | Accent tonique principal, à placer devant la syllabe accentuée   | primo [ˈpriː.mo]              |
| ˌ              | Accent secondaire                                                | mangiatoia [ˌman.dʒa.ˈtoː.ja] |
| .              | Séparateur de syllabes                                           | chiamata [kja.ˈmaː.ta]        |
| ː              | Longue, pour indiquer une voyelle longue ou une consonne géminée | andare [ãn.ˈdaː.re]           |
| ~              | Nasalisation, à positionner au-dessus de la voyelle nasalisée    | anche [ˈãŋ.ke]                |

## Remarques
- La lettre « n » s'assimile toujours au point d'articulation de la consonne suivante. Cela signifie que le « n » de « ng » ou de « nc » est vélaire ([ŋ]), et celui de « nv » ou « nf » est labio-dental ([ɱ]).
- Dans une syllabe se terminant avec une nasale, la voyelle précédente est légèrement nasalisée (mais pas autant qu'en français) : « sbancare » [zbãŋ.ˈkaː.re]).
- Toujours à propos de coarticulation, certaines des syllabes décrites ci-dessus se « bloquent » aux extrémités, de telle façon qu'il n'y a pas assimilation : la nasalisation n'affecte pas la syllabe précédente (comme pour le mot chien « cane » [ˈkaː.ne]), mais la palatalisation l'affecte  (comme pour le mot dégonflé « sgonfio » [ˈzgõɱ.fjo]).
- Certaines consonnes sont toujours longues lorsqu'elles se trouvent entre deux voyelles ou bien au début d'une phrase. Il s'agit de ʃ, t͡s, d͡z, ʎ, ɲ. Elles sont donc représentées comme des consonnes doubles. Celles-ci se retrouvent dans le phénomène de gémination phonosyntaxique.
- Les voyelles se trouvant dans une syllabe accentuée ouverte (c'est-à-dire non suivies de consonnes appartenant à la même syllabe) sont toujours longues, à moins qu'elles se trouvent à la fin d'un mot (comme pour foule « sciame » [ˈʃaː.me]).
- Une syllabe contient toujours soit une seule voyelle (longue ou brève), soit une diphtongue. Si dans l'écriture deux voyelles se touchent sans former un diphtongue, alors elles font partie de deux syllabes différentes (comme pour le mot pays « paese » [pa.'eː.ze]).
- Les couples de voyelles formés d'une semi-voyelle et d'une voyelle sont considérés comme des diphtongues (comme pour les mots homme « uomo » [ˈwɔː.mo] et hier « ieri » [ˈjɛː.ri]).
- Les syllabes en phonétique ne correspondent pas nécessairement à celles de l'orthographe. En phonétique, une syllabe se définit par l'intensité, qui est à son maximum dans le cas des voyelles et qui varie selon les consonnes. Chaque syllabe débute avec une intensité minimum, atteint un sommet et puis se termine avant le minimum suivant. Ainsi, pour le mot tête « testa », on écrit [ˈtɛs.ta] au lieu de  « te-sta » parce que l'intensité d'une fricative ([s]) est plus grande que celle d'une occlusive ([t]). Dans l'exemple, le [s] est la queue de la syllabe. Une syllabe qui n'a pas de queue (et donc qui se termine par une voyelle) est dite syllabe ouverte ([ˈkaː.ne]). Une syllabe qui se termine avec une queue est dite syllabe fermée. Il n'est pas nécessaire de séparer les syllabes avec le symbole « . » lors d'une transcription phonétique, mais son utilisation donne un résultat plus complet.

## Transcription phonétique et transcription phonologique
Il existe deux types de transcription possibles utilisant l'alphabet phonétique international : 
- La transcription phonétique s'intéresse aux sons en tant qu'unités physiologiques. Elle transcrit les phones, décrivant chaque son sans omettre les variations de prononciation. Le mot transcrit est encadré par des crochets [...]
- La transcription phonologique s'intéresse aux sons en tant que parties d'une structure. Elle transcrit les phonèmes, c'est-à-dire seulement les phones ayant une pertinence par rapport à la langue d'appartenance. Le mot transcrit est encadré par des barres obliques /.../

Les exemples de la section précédente « Remarques » contiennent des transcriptions phonétiques : la transcription phonologique, par contre, omet des informations nécessaires à la correcte prononciation italienne, mais non à sa compréhension. Par exemple, dans une transcription phonologique : 
- Les différentes variantes possibles du phonème /n/ ne sont pas transcrites, puisque la vélarisation ou la labialisation du n est déterminée par la consonne suivante. Il est donc suffisant d'écrire /in.ˈve.t͡ʃe/ et /ˈfan.ɡo/ pour [ĩɱ.ˈveː.t͡ʃe] et [ˈfãŋ.ɡo].
- La nasalisation n'est pas transcrite, puisqu'une voyelle suivie d'une consonne dans la même syllabe est toujours nasalisée (/ˈan.ce/ pour [ˈãŋ.ce]).
- Les consonnes ʃ, t͡s, d͡z, ʎ, ɲ (qui sont toujours longues lorsqu'elles sont entre deux voyelles) se transcrivent simplement (/ˈpe.ʃe/ pour [ˈpeʃ.ʃe], /ˈra.ɲo/ pour [ˈrãɲ.ɲo]).
- La longueur des voyelles n'est pas transcrite, puisqu'elle est déterminée par le contexte.

## Variétés locales
Il existe plusieurs sons qui ne font pas partie de l'italien standard, mais qui sont utilisés dans les variations régionales de l'italien, et qui correspondent à des écarts de prononciation vis-à-vis de la norme. Des exemples de telles variations incluent: 
- Le son [h] n'existe pas en italien, même dans les rares cas où l'orthographe présente h: hanno 'ils ont' [ˈanːo], tout comme anno 'année'. Pourtant, dans la prononciation toscane, notamment à Florence, [h] est la réalisation courante du phonème /k/ entre deux sons vocaliques (tandis que /kk/ n'est pas concerné): amico 'ami' [a'miːho], mais arco 'arc' ['arːko], mucca 'vache' ['mukːka].
- Les consonnes rétroflexes sont utilisées par exemple en Sicile et en Sardaigne.
- Le son [ə], une voyelle moyenne centrale, s'entend en Campanie dans les Abruzzes en Basilicate et dans les Pouilles en fin de mots (par exemple « Napoli », Napule [ˈnaː.pu.lə]).

Il ne faut pas confondre les variétés régionales de l'italien avec les divers dialectes parlés en Italie.

## Sources
- (it) Cet article est partiellement ou en totalité issu de l’article de Wikipédia en italien intitulé « Fonologia dell'italiano » (voir la liste des auteurs).